# أولاكس برنيرياني
أولاكس برنيرياني (الاسم العلمي: Olax bernieriana) هو نوع من النباتات يتبع جنس الأولاكس من الفصيلة الأولاكسية.